# Como (Carolina do Norte)
Como é uma cidade  localizada no estado norte-americano de Carolina do Norte, no Condado de Hertford.

## Demografia
Segundo o censo norte-americano de 2000, a sua população era de 78 habitantes.
Em 2006, foi estimada uma população de 76, um decréscimo de 2 (-2.6%).

## Geografia
De acordo com o United States Census Bureau tem uma área de
8,7 km², dos quais 8,7 km² cobertos por terra e 0,0 km² cobertos por água.

## Localidades na vizinhança
O diagrama seguinte representa as localidades num raio de 20 km ao redor de Como.